# 한국교원대학교 도서관
한국교원대학교 도서관(韓國敎員大學校敎育硏究院, Korea National University of Education Library)은 한국교원대학교의 법정 부속 시설로서 60만여 권의 장서를 보유하고 있는 교육 학술 분야 전문도서관이다. 듀이 십진분류법의 분류기호 370번대에 해당하는 교육학 관련 도서를 별도의 자료실에 분리 소장하는 특징을 가지고 있다. 주요 자료실이 입주한 '미래관'과 열람실 위주의 '호연관'으로 구성되어 있다.

## 연혁
- 1985년 4월 17일 : 한국교원대학교 도서관 개관
- 1988년 3월 5일 : 신축 도서관 이전 개관
- 1991년 3월 1일 : ERIC M/F 원문 도입 및 서비스 개시
- 1997년 1월 1일 : 도서관 홈페이지 오픈
- 1998년 3월 2일 : 교육정보자료실 운영 개시
- 1999년 1월 1일 : 현직교사를 대상 원격원문서비스(DDS) 개시
- 2000년 10월 16일 : 교육연구정보서비스(ERIS) 개발 및 운영 개시
- 2010년 12월 : 교육과학기술부 주관 전국 대학도서관 평가 우수도서관 선정
- 2012년 2월 : 한국도서관협회 주관 제44회 한국도서관상 수상
- 2018년 10월 26일 : 신축 도서관(미래관) 개관 및 자료실 이전

## 자료실

### 미래관
- 교육학자료실 : 교육학(370) 단행본, 참고도서, 논문집, 교과서 및 지도서, 교원임용시험 수험도서, 교육혁신자료
- 인문과학자료실 : 총류(000), 철학(100), 종교(200), 언어(400), 문학(800) 단행본 및 참고도서
- 사회과학자료실 : 사회과학(300), 역사･지리(900) 단행본 및 참고도서, 국내･외 학술지
- 자연･예체능자료실 : 자연과학(500), 기술과학(600), 예술･체육(700) 단행본 및 참고도서
- 특수자료실 : 북한 교과서 등의 북한 출판 교육자료, 북한 관련 자료
- 청람교사자료실
- 보존서고

### 호연관
- 제2자료실
- 제1~3보존서고
- 마이크로자료실

## 열람실

### 미래관
- Information Commons (58석)
- 창의열람실 (160석)

### 호연관
- 제1열람실 (300석) : 학부생, 대학원생, 도서관회원용
- 제2열람실 (230석) : 4학년 임용고사준비생 전용
- 제3열람실 (132석) : 학부생, 대학원생용

## 같이 보기
- 한국교원대학교